# Plutei di Teodote

Pluteo con ketos

Pluteo con pavoni

I plutei di Teodote sono due plutei istoriati provenienti dall'oratorio di San Michele alla Pusterla, nel monastero di Santa Maria Teodote. Risalenti alla prima metà dell'VIII secolo e conservati presso i Musei civici di Pavia, sono una delle più alte testimonianze della scultura longobarda nel periodo di massima fioritura dell'arte longobarda, la Rinascenza liutprandea.

## Caratteristiche
Le lastre sono in marmo. Recano entrambe motivi naturalistici e rappresentano, rispettivamente, l'albero della vita tra un ketos e dei pavoni che bevono da una fonte sormontata dalla croce. Nella riduzione simbolica ed energica delle immagini del bassorilievo s'impone «un senso puramente bidimensionale e grafico del rilievo, staccato dal fondo in forza di un incisivo disegno». 
I plutei sono ricordati con il nome di Teodote, nobildonna bizantina amante di re Cuniperto (688-700), posta in seguito dallo stesso sovrano nel monastero detto di Santa Maria alla Pusterla o di Santa Maria Teodote (oggi seminario diocesano di Pavia), presso il quale sorgeva l'oratorio di San Michele.

### Fonti primarie
- (LA)  Paolo Diacono, Historia Langobardorum, in  Georg Waitz (a cura di), Monumenta Germaniae Historica, Hannover, 1878,  Scriptores rerum Langobardicarum et Italicarum saec. VI–IX, 12–219. Trad. it:  Paolo Diacono, Storia dei Longobardi, a cura di Lidia Capo, Milano, Lorenzo Valla/Mondadori, 1992, ISBN 88-04-33010-4. Testo disponibile su Wikisource.

### Letteratura storiografica
- Lidia Capo, Commento, in Paolo Diacono, Storia dei Longobardi, Milano, Lorenzo Valla/Mondadori, 1992, ISBN 88-04-33010-4.
- Pierluigi De Vecchi, Elda Cerchiari, I Longobardi in Italia, in L'arte nel tempo, Milano, Bompiani, 1991,  Vol. 1, tomo II, pp. 305-317., ISBN 88-450-4219-7.
- S. Riccioni, Dal ketos al senmurv? Mutazioni iconografiche e transizioni simboliche del ketos dall’Antichità al Medioevo (secolo XIII), in «Hortus Artium Medievalium», 22, 2016, pp. 130-144, specialmente p. 139.